# Danièle Dehouve
 (mars 2009).
Si vous disposez d'ouvrages ou d'articles de référence ou si vous connaissez des sites web de qualité traitant du thème abordé ici, merci de compléter l'article en donnant les références utiles à sa vérifiabilité et en les liant à la section « Notes et références ».
Danièle Dehouve, née le 10 octobre 1945 à Avallon, est une anthropologue et ethnohistorienne française, spécialiste du Mexique. Directrice de recherche au Centre national de la recherche scientifique et Directrice d’études à l’École pratique des hautes études, elle est chargée de cours de langue nahuatl (la langue des Nahuas) à l’Université Paris 8 Saint-Denis et à l’Institut national des langues et civilisations orientales (Paris). Elle est également réalisatrice de films documentaires sur les indigènes du Mexique.
Ses ouvrages portent sur l’histoire des indigènes du Mexique (histoire précolombienne et coloniale) et leur vie actuelle (politique et religion). Elle est en particulier spécialiste de l’État de Guerrero et des langues nahuatl et tlapanèque.

## Biographie
Danièle Dehouve a obtenu une licence de sociologie en 1965 et suivi la préparation à l'ethnologie à l'EPRAS en 1966.
Elle a effectué ses recherches de terrain dans un village de langue nahuatl situé dans l'Etat de Guerrero (Mexique) entre 1967 et 1969, dans le cadre de la préparation d'une thèse de doctorat de 3e cycle dirigée par Georgette Soustelle. Sa thèse intitulée « Changements socio-économiques dans la communauté de Xalpatlahuac, Mexique », a été présentée à la Sorbonne, en 1970 et a obtenu la mention Très honorable.
De 1970 à 1972, elle a été assistante au département de sociologie de l'Université de Nantes. Elle a été recrutée au CNRS en qualité de chercheur en 1972 et y est restée en poste jusqu'en 2011.
En 1985, elle a présenté sa thèse de doctorat d’État ès lettres et sciences humaines intitulée « Production marchande et organisation sociale dans une province indienne du Mexique (XVIe – XXe siècles) », à l'École des hautes études en sciences sociales (EHESS), mention Très honorable, sous la direction de Jacques Soustelle.
À partir de 1996, elle a assuré les fonctions de chargée de cours de langue nahuatl à l’Université Paris VIII Saint-Denis, puis à l'Institut national des langues et civilisations orientales (INALCO).
À partir de 2007, elle est devenue directrice d'études cumulante à l'École pratique des hautes études, Ve section, Religions de l'Amérique précolombienne.
À partir de 2011, elle est devenue directrice de recherche émérite au CNRS et directrice d'études émérite dans la direction d'études Religions en Mésoamérique (changement d'intitulé).

## Publications

### Ouvrages
- 1974 : Corvée des Saints et luttes de marchands, Paris, Klincksieck, 
  - Traduction : 1976 : El tequio de los santos y la competencia entre los mercaderes, Mexico, INI. Réédition en 1992, Colección Presencias, Dirección General de Publicaciones del Consejo Nacional para la Cultura y las Artes, INI.
- 1990 : Quand les banquiers étaient des Saints, 450 ans de l'histoire économique et sociale d'une province indienne du Mexique, Paris, Éditions du CNRS.
  - Traduction : Cuando los banqueros eran santos. Historia económica y social de la provincia de Tlapa, Guerrero, Chilpancingo, Universidad Autónoma de Guerrero, 200
- 1994 : Entre el caimán y el jaguar, los pueblos indios de Guerrero, Historia de los pueblos indígenas de Mexico, Mexico, CIESAS-INI.
- 1995 : Hacia une historia del espacio en la Montaña de Guerrero, CEMCA-CIESAS, Mexico
- 2000 : Rudingero el borracho y otros exempla medievales en el Mexico virreinal, Mexico, Miguel Angel Porrúa-Universidad Iberoamericana-CIESAS
- 2003 : La géopolitique des Indiens du Mexique. Du local au global, Paris, CNRS éditions, CNRS Anthropologie: http://www.cnrseditions.fr
  - Version espagnole : Ensayo de geopolítica indígena, los municipios tlapanecos, Mexico, Miguel Angel Porrúa Grupo Editorial-CIESAS-CEMCA, 2001
- 2004 : L'évangélisation des Aztèques ou le pécheur universel, Paris, Maisonneuve et Larose
- 2006 : Essai sur la royauté sacrée en république mexicaine, Paris, CNRS Éditions, CNRS anthropologie, 2006: http://www.cnrseditions.fr
- 2007 : Offrandes et sacrifice en Mésoamérique, Paris, Riveneuve éditions
  - Version espagnole : La ofrenda sacrificial. En torno al caso tlapaneco, Mexico, Plaza y Valdés, UAG, INAH, CEMCA[2].

### Participation à des ouvrages collectifs
- 1993 : Prêter et emprunter, Anthropologie du crédit au Mexique (XVIe – XXe siècle), M.N. Chamoux, D. Dehouve, C. Gouy, M. Pépin éds., Paris, Éditions de la Maison des Sciences de l'Homme
  - Traduction : Prestar y pedir prestado. Relaciones sociales y crédito en el Mexico de los siglos XVI al XX, M.N. Chamoux, D. Dehouve, C. Gouy, M. Pépin eds., Mexico, CIESAS-CEMCA, 1994
- 1999 : Parlons Nahuatl, la langue des Aztèques, J. de Durand-Forest, D. Dehouve et E. Roulet, Paris, L'Harmattan.
- 2003 : Identités, nations, globalisation, Colloque franco-mexicain, San Luis Potosí, novembre 2000, D. Dehouve, C. Gros, F. Lartigue et L. Reina (éds), Ateliers no 26, Laboratoire d'ethnologie et de sociologie comparative
- 2004 :
  - Logiques de l’extériorité. Figures anthropologiques du pouvoir et du conflit. Textes rassemblés par D. Dehouve, Ateliers, n° 27, Laboratoire d’ethnologie et de sociologie Comparative
  - La Vida volante. Pastoreo trashumante en la Sierra Madre del Sur, D. Dehouve, Roberto Cervantes Delgado et Ulrik Hvilshoj, Mexico-Chilpancingo, Universidad Autónoma de Guerrero, Jorale Editores
- 2006  :
  - La transition démocratique au Mexique. Regards croisés, sous la direction de M. Bey et D. Dehouve, Paris, L’Harmattan.
  - Multipartidismo y poder en Guerrero, D. Dehouve, V. Franco Pellotier, A. Hémond (coord.), Mexico, UAG-CIESAS
  - Identidades en juego, identidades en guerra, L. Reina, F. Lartigue, D. Dehouve, C. Gros (coord.), Mexico, CIESAS-CONACULTA-INAH
- 2008 : Le monde des Aztèques, D. Dehouve et Anne-Marie Vié-Wohrer, Paris, Riveneuve éditions.

### Films
- 2004 : Les Dangers du pouvoir, 54 min, Danièle Dehouve et Richard Prost, produit par Les Films du Village-Cannes TV-CNRS Images média et distribué par Tonaltepec Production. http://www.harmattantv.com

Version espagnole : Los peligros del poder.
- 2006 : La Politique en terres indiennes, 30 min, Danièle Dehouve auteur, réalisateur et preneur de vues, produit et distribué par Tonaltepec Production.

Version espagnole : Crónica política de un municipio indígena.
- 2009 : "la dernière chasse au cerf ", 50 min, Danièle Dehouve auteur et réalisateur, produit et distribué par Tonaltepec Production. http://www.harmattantv.com

Version espagnole : La ultima caceria del venado

## Décorations
- Chevalier de l'ordre national du Mérite Elle est faite chevalier le 15 novembre 2018[3].